# TSV Griedel
Der TSV 1899 Griedel e. V. ist ein deutscher Sportverein mit Sitz im Stadtteil Griedel der hessischen Stadt Butzbach im Wetteraukreis.

## Geschichte
Der Verein wurde im Jahr 1899 noch als reiner Turnverein gegründet. Der erste Name lautete Turnverein „Frisch auf“ Griedel. Im Jahr 1929 kam es dann zur Gründung der Handball-Abteilung. Im Januar 1931 wurde dann auch ein schon zuvor gegründeter Fußballverein als Abteilung in den Verein aufgenommen. Aufgrund von Reibereien zwischen den Mitgliedern der Abteilung gegenüber den bisherigen Turnern kam es dann jedoch bereits im Februar 1932 wieder zur Trennung. Der Fußballverein existierte dann noch einige Zeit weiter. Am 13. Mai 1939 folgte dann der Zusammenschluss mit dem Radsportclub „Sturm“ zum nun Turn- und Sportverein Griedel genannten Verein.
Nach dem Ende des Zweiten Weltkriegs wurde dann im Jahr 1953 noch eine Tischtennis Abteilung gegründet, welche sich dann jedoch einige Zeit später als eigener Verein ausgründen sollte. Durch Mangel an aktiven wurde dann der Betrieb der Turn- als auch der Radsport-Abteilung im Jahr 1958 jeweils eingestellt. Ab da konzentrierte sich der sportliche Betrieb nur noch auf die Handball-Abteilung.

## Abteilungen

### Floorball

#### Zeit als eigenständiger Verein
Die Floorball-Abteilung hat ihre Ursprünge in dem ehemals eigenständigem Verein SV Floorball Butzbach 2004. In der Saison 2007/08 stieg die Mannschaft ab der 2. Runde in die erste Ausgabe des Pokals ein. Dort unterlag man jedoch mit 9.2 bei der SG Köln/Bonn. Die nächste Teilnahme war dann in der Saison 2009/10, in der man wieder in der 2. Runde in den Wettbewerb einstieg und diesmal mit 1:9 gegen den ASV Köln unterlag. Nach mehreren weiteren Teilnahmen gelang es dann schließlich in der Spielzeit 2013/14 mit Siegen über die zweite Mannschaft der Floor Fighters Chemnitz sowie der Wikinger München bis ins Achtelfinale vorzustoßen. Dort war dann bei den SSF Dragons Bonn nach einer 10:1-Niederlage dann auch Schluss. Bis zum Saisonende 2015/16 spielte der Verein dann noch eigenständig.

#### Als Abteilung des TSV
Zur Saison 2016/17 ging der Verein in eine Abteilung des TSV Griedel auf. In der Saison 2018/19 der Regionalliga West platzierte man sich in der Staffel Hessen mit 27 Punkten auf dem ersten Platz und nahm somit an den Playoffs teil. Im Halbfinale konnte man sich dann mit 16:8 gegen Floorball Mainz durchsetzen. Im Finale unterlag man dann jedoch der TSG Erlensee nach einer 7:4-Hinspielniederlage sowie einem 6:4-Sieg nach Verlängerung im Rückspiel. Nach der Saison 2019/20 gelang mit dem dritten Platz in der Gruppe dann erneut die Teilnahme an den Playoffs. Diese wurden bedingt durch den Ausbruch der COVID-19-Pandemie jedoch nicht ausgespielt.

### Handball
Der Spielbetrieb der Handball-Abteilung wurde aufgrund fehlender Spieler in den Anfangsjahren des Öfteren eingestellt. Seit Ende der 1950er Jahre gibt es jedoch einen durchgehenden Spielbetrieb, bei welchem der Verein auch schon in höheren regionalen Ligen spielen konnte. Zurzeit spielt die erste Herren-Mannschaft als auch die erste Damen-Mannschaft in der Landesliga Mitte.